# Балеарский пращник

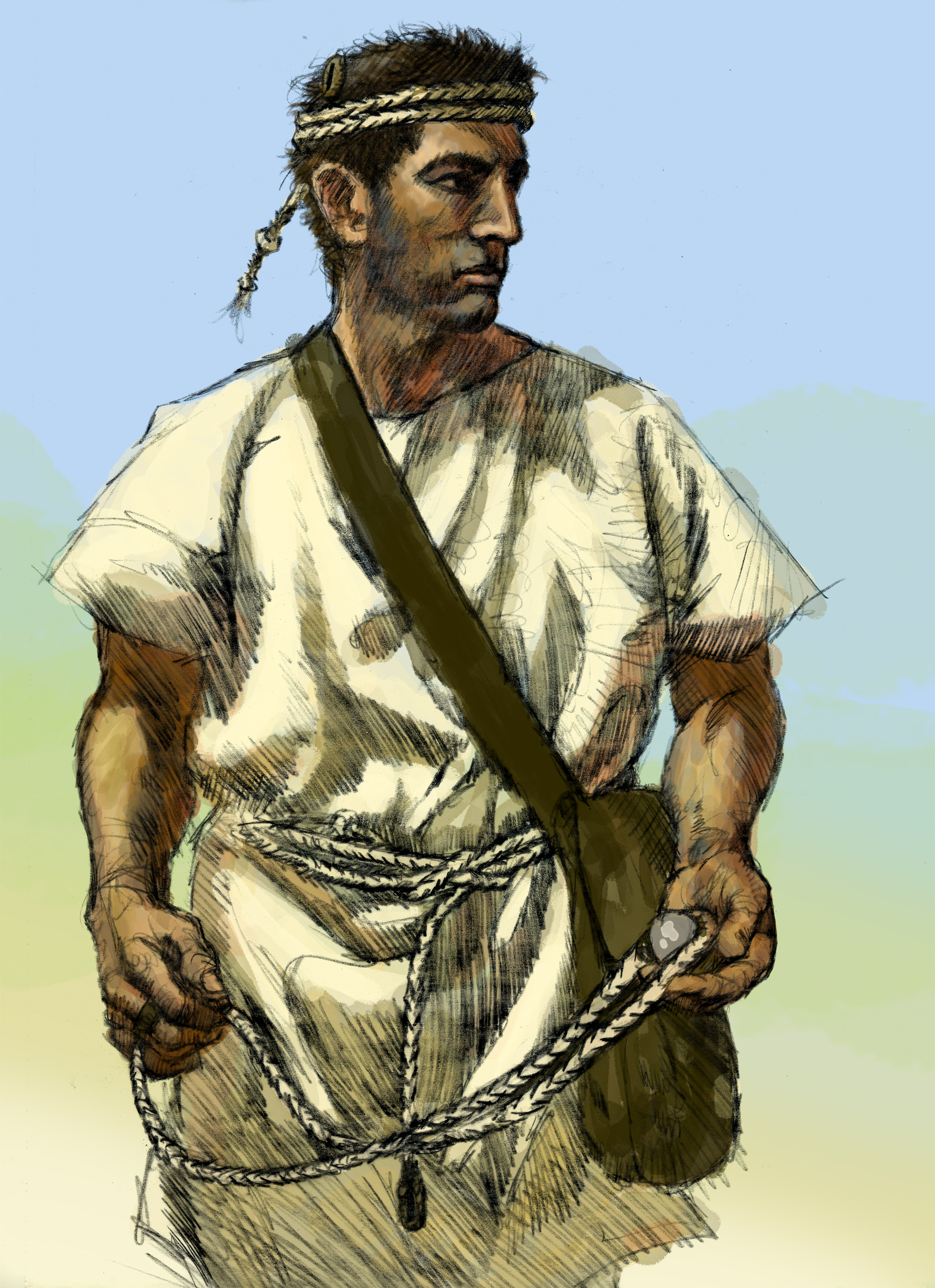
Балеарский пращник. Реконструкция.

Балеарские пращники — знаменитые искусные лёгкие пехотинцы — застрельщики времен античности, профессионально владевшие пращой и часто служившие наёмниками во многих войсках, в том числе в войсках Карфагена и Рима. 
Пращники нанимались с Балеарских островов, так как жители этих островов считались искусными пращниками, и пользовались благодаря этому большим почётом как в войсках Ганнибала, так и позднее в римской армии. Даже их название, по мнению Диодора Сицилийского, происходит от греческого глагола βάλλειν (бросать).

## История
Самые древние останки, найденные на Майорке, восходят к 3500 году до нашей эры — эпохе неолита. Прибытие первых поселенцев на острова произошло в IV тысячелетии до нашей эры. Их общественное устройство и религия указывают, что они прибыли из восточной части Средиземного моря.

## Вооружение

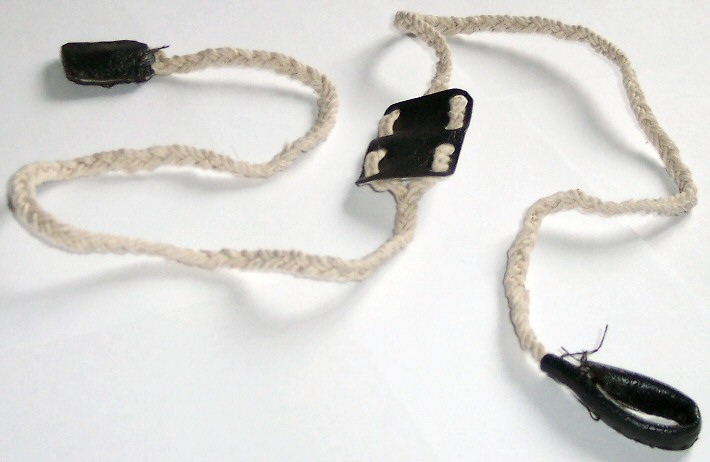
Праща.

Изначально, праща являлась охотничьим оружием пока человек не догадался использовать её в вооружённых конфликтах и войне. Иногда пращу носили обернутой вокруг пояса. Изготавливалась она из пеньки, волоса, жил и тростника. Её длина составляла около 90 сантиметров. В качестве снарядов использовались камни, реже — куски свинца. Камни выбирались исходя из твердости и формы, имея вес до 100 граммов. Обычно их метали на расстояния до 100 метров, в среднем пращники вели огонь с 40 метровой дистанции. Свинцовые снаряды изготовлялись в определённой форме, которая увеличивала дальность полёта и урон от попадания. Вес свинцовых пуль колебался между 45 и 90 граммами, который позволял разгонять пулю до наибольшей скорости. 
Несмотря на свою внешнюю простоту, в умелых руках праща была не хуже лука, а в чем-то даже и превосходила его. Пущенные из пращи снаряды обладали огромной ударной и пробивной силой, которой было достаточно, чтобы сломить человеку кости даже под доспехом. Попадание в голову почти всегда было летальным, если у противника не было шлема; хорошо подготовленный отряд пращников мог бы быстро разбить строй тяжёлых пехотинцев и нанести урон застрельщикам противника.

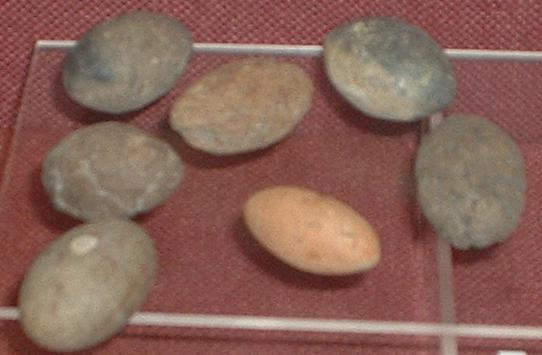
Снаряды для пращи из камня и обожжённой глины.

Археологические раскопки в римском поселении Менорки — Sanitja, обнаружили подписанные снаряды. На одном из снарядов есть аббревиатура CAE, которая могла обозначать римского консула — Квинта Цецилия Метелла Балеарского, подчинившего Балеарские острова республике в 123 году до нашей эры.
Согласно сочинениям Ганнибала Барки, сражавшиеся против Рима балеарские пращники, писали на свинцовых снарядах имя римского военачальника, которого хотели убить. Это было их суеверным обрядом.

## Рекрутирование
Обучение начиналось с раннего детства. Сначала обучали управлять пращой, постоянно совершенствуя этот навык. Матери размещали еду на ветвях деревьев, побуждая детей сбивать их из пращи.
Диодор Сицилийский указывает:
У них есть три пращи, одна из которых находится на голове, другая на талии и третья в руке; используя это оружие, они способны бросать большие снаряды, чем другие пращники, и с такой силой, что кажется, будто снаряд был брошен катапультой. Из-за этого в атаках на города они способны уничтожать защитников, находящихся на стенах, а если говорить о сражениях в открытом поле, то они могут сломать большое число щитов, шлемов и панцирей всех видов.
Балеарские пращники были наёмными солдатами, их оплата состояла прежде всего из тех вещей, которых не хватало на островах: вино, масло или женщины.

## Боевое применение
Пращники сражались всегда в первой линии, отделённой несколькими метрами от пехоты. Их функцией было разрушение вражеской защиты. Вместе с лучниками они бросали снаряды, наносившие серьёзный вред, так, они могли рассеять строй врага. После они отходили в тыл или на фланги для дальнейшей поддержки формирований войска. Затем в бой уже вступала пехота.
Их высокие боевые качества сделали их знаменитыми на всё Средиземноморье. Балеарские пращники отличались как точностью бросков, так и весом снарядов. Они использовали самые тяжёлые снаряды. Они участвовали как наёмники сначала в греко-карфагенских войнах, а позже и первой и второй Пунических войнах на стороне карфагенян. Пращники Балеарских островов состояли под командованием Гамилькара Барки, его зятя Гасдрубала и сыновей Ганнибала, Гасдрубала и Магона.
Когда Рим решил захватить острова из-за появления на Балеарских островах пиратских гнёзд, Квинт Цецилий Метелл Балеарский приказал покрыть свои суда кожей, так как стрельба пращников могла их потопить. Римские легионы завоевали острова за два года. После покорения островов Римом балеарские пращники вошли в состав римских вспомогательных войск.